# Quintus Bastion
Quintus Bastion er navnet på den nordligste af 7 bastioner under samlebetegnelsen "Nye Werck", som blev anlagt i København 1685 under Kong Christian V. 

## Området
Området har været et lavvandsområde med en række holme. Bastionerne er anlagt ved opmudring og oprensning, primært ved hjælp fra "muddermaskiner", der har flyttet materialet. Området er fredet, dog er der forskellige fredningskategorier i relation til bygningerne.

## Ejerskab
Fra at være bygget under kongedømme, brugt af militæret både under kongedømmet og under den demokratiske stat, er det solgt fra den danske stat som en del af privatiseringen af staten påbegyndt i 1990'erne. 
I 1994 sælger forsvarsministeriet det fra. I 1997 sælges Quintus Bastion til Byggefirmaet Mogens de Linde og computerfimaet Michael Gaardboe Holding Aps for 9 millioner. De nye ejere lagde i år 2000 planer for en ny helhedsplan for området, hvorved man ville lave lokalerne om og samtidig etablere en marina og havnepromenade. Planen var, at områderne skulle bruges til blandt andet forskning, undervisning og rekreative formål foruden til kontorbrug